# Александар Јовановић (кошаркашки тренер)
Александар Јовановић (Нови Сад, 13. новембар 1969) је српски кошаркаш и кошаркашки тренер. Играо је за КК БФЦ Беочин.

## Биографија
Кошаркашки тренер је од 2002. године. Прво је тренирао јуниорски тим КК Беочин, а касније и сениорски који је увео у Другу српску лигу. Од 2007. године тренира ЖКК Беочин. Са ЖКК Беочин је 2009. године ушао у Прву Б лига Србије и у сезони 2009/10. осваја седмо место. У сезони 2011/12. одустајањем Ковина, ЖКК Беочин улази у Прву А лигу Србије у кошарци за жене.
У 2011. години је био председник управног одбора КК Беочин.
На Европском првенству за кошаркашице до 20 година које се 2011. године оджавало у Новом Саду био је помоћни тренер у репрезентацији Србије. На овом првенству српска репрезентација је заузела 4. место.
У 2011. години је био координатор у млађим категоријама Кошаркашког савеза Војводине.
У сезони 2013/2014 водио подмлађени састав ЖКК Војводине и освојио осмо место у првој А лиги Србије.
У сезони 2015/2016 са ЖКК Беочином осваја треће место у другој женској лиги Србије иза Партизана и Карабурме.
У сезони 2016/2017 осваја убедљиво прво место у Другој женској лиги Србије и Беочинкама враћа статус прволигашке екипе.
У сезони 2018/2019 Беочин мења адресу и име и постаје КК 021 из Новог Сада. У тој сезони Јовановићева екипа као највеће изненађење улази у финале шампионата Србије где губи од Црвене Звезде.
У сезони 2019/2020 клуб мења име у ЖКК Војводина 021. Јовановић као тренер води екипу до финала купа "Милан Цига Васојевић" као и полуфинала првенства Србије.
У сезони 2020/2021 и 2021/2022 Војводина 021 са Јовановићем долази до Ф4 купа и полуфинала шампионата Србије.
У сезони 2022/2023  води екипу до полуфинала шампионата Србије и бронзане медаље и трећег места у WABA лиги. На крају те сезоне одлази са места тренера Војводине 021.
У сезони 2024/2025 као шеф стручног штаба предводи екипу УЖКК "Студент" из Ниша.